# Parömiakos
Der Parömiakos (altgriechisch παροιμιακός paroimiakós, lateinisch paroemiacus: „sprichwörtlich“) ist in der antiken griechischen Verslehre eine katalektische anapästische Tetrapodie, also als eine Folge von vier Anapästen, wobei der letzte Versfuß unvollständig ist. Das Schema ist in metrischer Notation:
◡◡—ˌ◡◡—ˌ◡◡—ˌ◠
Er ist benannt nach dem häufigen Gebrauch in Sprichwörtern (griechisch παροιμία paroimía) und erscheint als Schlussglied oder eingefügt in längeren anapästischen Systemen.